# توماس ماك
توماس ماك (بالإنجليزية: Thomas Mack, Jr.)‏ هو موجه قوارب ‏ أمريكي، ولد في 26 نوفمبر 1913 في فيلادلفيا في الولايات المتحدة، وتوفي في 7 أكتوبر 2002 في أوسويغو في الولايات المتحدة.

## وصلات خارجية
- توماس ماك على موقع الاتحاد الدولي للتجديف (الإنجليزية)
- توماس ماك على موقع أوليمبيديا (الإنجليزية)